# Anschutz Entertainment Group
Die Anschutz Entertainment Group (AEG), eine Tochtergesellschaft der Anschutz Corporation, ist eines der weltweit führenden Unternehmen im Bereich Unterhaltung und Sport. Sie besitzt und betreibt einige der weltgrößten Stadien, Arenen, Theater sowie diverse Unternehmen, vermarktet und produziert Entertainment-Veranstaltungen.

## Arenen
Die Crypto.com Arena in Los Angeles ist im Besitz der Anschutz Entertainment Group und wird von ihr betrieben. In der Crypto.com Arena finden eine Vielzahl von wichtigen Sportveranstaltungen und Konzertereignissen statt. Am 7. Juli 2009 fand hier auch die offizielle Trauerfeier für den verstorbenen Michael Jackson statt.
The O₂ in London, den Dignity Health Sports Park in Carson und die Cadillac Arena in Peking sind ebenfalls im Besitz der Anschutz Entertainment Group. In Deutschland baute das Unternehmen die Uber Arena (früher Mercedes-Benz Arena) in Berlin, welche unter anderem die Spielstätte der Eisbären Berlin und des Basketballvereins Alba Berlin ist, zudem ist die Hamburger Barclays Arena seit 2007 im Besitz des Unternehmens, sowie infolge der Fusion mit SMG Entertainment seit 2019 auch die Rudolf Weber-Arena in Oberhausen. Zur Beihilfe des Bauprojektes der Arena in Berlin ist die Anschutz Entertainment Group Mitglied des umstrittenen Investorenprojektes Mediaspree, welches die wirtschaftliche Nutzung des Spreeufers im Bezirk Friedrichshain-Kreuzberg unterstützt.

## ASM Global
Im Oktober 2019 fusionierte die Betreibergesellschaft AEG Facilities, Tochtergesellschaft der Anschutz Entertainment Group und die SMG, Betreiber von Mehrzweckhallen, Konferenzzentren und Theatern. Das neu entstandene Unternehmen trägt den Namen ASM Global und hat den Hauptsitz in Los Angeles. Die Hauptgeschäftsstelle wiederum wird in einem Vorort von Philadelphia liegen. Darüber hinaus hat das Unternehmen auch Sitze in London, Manchester, Brisbane und São Paulo. ASM Global betreibt weltweit über 300 Stadien, Mehrzweckarenen und andere Veranstaltungsstätten auf fünf Kontinenten. Die bisherigen Eigentümer der Firmen, AEG und die Onex Corporation, sind gleichberechtigte Miteigentümer von ASM Global.

## AEG sports
Als weiteren Bestandteil des internationalen Portfolios besitzt die Anschutz Entertainment Group in den USA und in Europa eine Vielzahl an Sportmannschaften. Dazu gehören Basketball-, Eishockey- und Fußballteams, wie z. B. das NHL-Team Los Angeles Kings. Auch das DEL-Team Eisbären Berlin (zu 100 %) gehört zur AEG, sowie das schwedische Team Hammarby IF (zu 49 %). Ende 2006 sorgte AEG für Aufsehen, als ihr Fußballfranchise LA Galaxy die Verpflichtung von David Beckham bekannt gab.

### Aktuelle Clubs
Eishockey
- Los Angeles Kings, NHL (seit 1995, 50 %)
- Eisbären Berlin, DEL (seit 1999)
- Ontario Reign, AHL (gegründet 2015)
- Djurgårdens IF Ishockeyförening, Elitserien/HockeyAllsvenskan/SHL (12,5 %, seit 2008)
- Cincinnati Cyclones, ECHL (Anteile)

Fußball
- LA Galaxy, MLS
- LA Galaxy II, USL
- Hammarby IF, Allsvenskan (49 %)

Basketball
- Los Angeles Lakers, NBA (Minderheit seit 1998)[5]
- Sydney Kings, NBL

E-Sports
- Immortals (Anteile)

### Ehemalige Clubs
Eishockey
- München Barons, DEL, (1999–2002, Umzug nach Hamburg)
- Hamburg Freezers, DEL (2002–2016, aufgelöst)
- London Knights, BISL (1998–2003, aufgelöst)
- Ontario Reign, ECHL (2008–2015, Umzug nach Manchester)
- Manchester Monarchs, AHL (2001–2015)
- Manchester Monarchs, ECHL (2015/2016, verkauft)
- Reading Royals, ECHL (2001–2011, verkauft)
- HC Sparta Prag, Extraliga (1998–2003, 30 %)
- Genève-Servette HC, NLB/NLA (1999–2005)
- Hammarby Hockey, Allsvenskan (2001–2008, 44 %, Insolvenz)

Fußball
- Colorado Rapids, MLS (1995–2004, verkauft)
- Chicago Fire, MLS (1996–2007, verkauft)
- San José Earthquakes, MLS (2002–2005, Umzug nach Houston)
- Houston Dynamo, MLS (2005–2015, verkauft)
- New York/New Jersey MetroStars, MLS (2001–2006, verkauft)
- D.C. United, MLS (2002–2007, verkauft)

American Football
- Hartford Colonials, UFL (2010–2012, Anteile, aufgelöst)

Basketball
- Los Angeles Sparks, WNBA (Minderheit)

## Mitarbeiter
Die AEG beschäftigt in 45 Unternehmen weltweit mehr als 3000 Mitarbeiter und hat ihren internationalen Unternehmenssitz in Los Angeles.

## Kritik
Der Unternehmenschef Philip Anschutz geriet mehrfach in die Kritik der Medien, da er politische Gruppierungen aus dem evangelikal-konservativen Milieu finanziell unterstützt, die unter anderem Homosexuelle diskriminieren. Zudem setzt sich Philip Anschutz gegen die Evolutionstheorie und gegen die Homo-Ehe ein und finanziert bibeltreue Filmprojekte.
Im Sommer 2009 plante AEG eine Comeback-Konzertreihe mit 50 Auftritten von Michael Jackson. Nachdem Jackson am 25. Juni 2009 verstarb, wurde von Jacksons Familie der Vorwurf gegen AEG Live erhoben, der Konzertpromoter habe von Jackson etwas verlangt, das der 50-Jährige nicht mehr leisten konnte. Am 15. September 2010 hat die Mutter von Michael Jackson, Katherine Jackson, Klage gegen AEG Live eingereicht. Dem Veranstalter wird darin vorgeworfen, die Gesundheit und Sicherheit des Stars aus Profitsucht vernachlässigt zu haben.